# Peresianidae
Peresianidae är en familj av rundmaskar. Peresianidae ingår i ordningen Chromadorida, klassen Adenophorea, fylumet rundmaskar och riket djur.
Familjen innehåller bara släktet Manumena.